# Parafia św. Wawrzyńca w Radymnie
Parafia św. Wawrzyńca w Radymnie – parafia rzymskokatolicka pod wezwaniem świętego Wawrzyńca w Radymnie, należąca do dekanatu Radymno I w archidiecezji przemyskiej.

## Historia
Parafia w Radymnie powstała prawdopodobnie w 1366 roku wraz z lokacją wsi, gdy przeznaczono 2 łany na uposażenie kościoła. 5 kwietnia 1384 roku królowa Maria Andegaweńska nadała Radymno jako uposażenie biskupom przemyskim, a które w 1396 roku potwierdził król Władysław Jagiełło. W 1431 roku Radymno otrzymało prawa miejskie. W Radymnie istniał dwór biskupi, szkoła parafialna, drewniany kościół farny, kościół św. Ducha, szpital, dwie cerkwie i kościół św. Mikołaja w Skołoszowie. W latach 1420–1421 był wzmiankowany proboszcz ks. Jerzy. W 1529 roku w Radymnie odbył się Synod diecezjalny. 23 czerwca 1623 roku podczas najazdu Tatarzy spalili miasto i kościoły. Bp Achacy Grochowski odbudował miasto, a proboszcz ks. Jerzy Grochowski odbudował kościół szpitalny św. Ducha. W marcu 1656 roku w mieście przebywał król szwedzki Karol Gustaw. 
W 1729 roku ukończono budowę kościoła farnego, w stylu barokowym, który w 1730 roku poświęcił bp Andrzej Puski pw. św. Wawrzyńca i św. Sebastiana. W 1749 roku parafia Radymno została inkorporowana do Kapituły Przemyskiej, aby podnieść jej dochody. Grunty plebańskie i renty probostwa pobierała Kapituła i ona była rzeczywistym zarządcą probostwa, a do pełnienia funkcji duchowych w Radymnie wyznaczano komendarza, któremu Kapituła płaciła umówioną roczną pensję. W 1875 roku komendarzem-ekspozytem został ks. Leon Pastor, który odnowił kościół i starał się bezskutecznie o usamodzielnienie parafii. 
Dopiero dzięki staraniom ks. Wojciecha Szafrańskiego austriackie Ministerstwo Wyznań reskryptem L. 23576 z 5 czerwca 1912 utworzyło samodzielne probostwo. 6 stycznia 1913 roku ks. Wojciech Szafrański objął funkcję pierwszego proboszcza samodzielnej parafii. Przy kościele znajduje się dzwonnica z 1729, zabytkowa plebania, budynek ochronki z 1910, wybudowany w miejscu drewnianego budynku szpitala dla ubogich z 1838 roku, użytkowany przez zakon Zgromadzenia Sióstr Służebniczek Najświętszej Maryi Panny oraz przedszkole parafialne. 
Staraniem ks. Wojciecha Szafrańskiego w maju 1912 roku do parafii przybyły Zgromadzenie Sióstr Służebniczek Najświętszej Maryi Panny. 8 grudnia 1964 roku została wprowadzona Nowenna do Matki Bożej Nieustającej Pomocy. Obraz poświęcił bp Wojciech Tomaka. 
Od 30 października do 2 listopada 2002 roku w parafii odbyła się peregrynacja kopii obrazu Matki Bożej Częstochowskiej. W dniach 14 i 15 stycznia 2012 odbyła się peregrynacja Krzyża papieskiego i relikwii Jana Pawła II. 
Parafia mieści się przy ulicy Chopina 1. Odpusty w parafii odbywają się w Kościele Świętego Wawrzyńca: 10 sierpnia(św. Wawrzyńca), w I niedzielę października (Matki Bożej Różańcowej), 6 grudnia (św. Mikołaja).  
Parafia liczy około 2000 wiernych. Od 17 marca 2013 jest wydawana gazetka parafialna. 22 sierpnia 2015 z parafii została wydzielona nowa Parafia Najświętszego Serca Pana Jezusa. 7 grudnia 2015 parafia otrzymała od ks. abp Mieczysława Mokrzyckiego relikwie św. Jana Pawła II. Proboszczem obecnie jest ks. Grzegorz Kowalczyk.

## Proboszczowie parafii
- ks. Szymon Jędrzejowski (do 1724)
- ks. Sebastian Zawadzki (1724–1728)
- ks. Maciej Kościelecki (1728–1732)
- ks. Jan Kisiel (1732–1736)
- ks. Wojciech Miliczewski (1736–1753)
- ks. Franciszek Cymiński (1753–1757)
- ks. Tomasz Radomski (1757–1773)
- ks. Antoni Wawrzkiewicz (1773–1776)
- ks. Jan Gackiewicz (1776–1787)
- ks. Jerzy Antoniewicz (1787–1814)
- ks. Franciszek Tarnowski (1814–1852)
- ks. Józef Januszkiewicz (1852–1858)
- ks. Stanisław Czaporowski (1858–1875)
- ks. Leon Pastor (1875–1898)
- ks. Stanisław Kulig (1898–1904)
- p.o. ks. Teofil Lewicki (III-IV 1904)
- ks. Wojciech Szafrański (1904–1920)
- p.o. ks. Marcin Rolewski (1920–1921)
- ks. Tomasz Włazowski (1921–1938)
- ks. Konstanty Chuchla (1939–1946)
- ks. Franciszek Michalec (1946–1959)[4][5].
- ks. prał. Ludwik Dyszyński (1959–1988)[6][7][8].
- ks. prał. Kazimierz Golenia (1988–2006)
- ks. prał. Czesław Jaworski (2006–2015)
- ks. Grzegorz Kowalczyk (od 2015)

## Zakony usługujące w parafii
- Zgromadzenie Sióstr Służebniczek NMP

## Nabożeństwa okresowe
- majowe (maj),
- czerwcowe (czerwiec),
- różańcowe (październik),
- W każdą I niedziele miesiąca adoracje przed każda mszą,
- W każdy trzynasty dzień miesiąca nabożeństwa fatimskie,
- W każdy czwartek Adoracja Najświętszego Sakramentu od godziny 15.00 do mszy.

## Grupy parafialne
- Ruch Światło-Życie,
- Ministranci i lektorzy,
- Akcja Katolicka,
- Katolickie Stowarzyszenie Wychowawców,
- Róże Różańcowe.